# 2217 Eltigen
A 2217 Eltigen (ideiglenes jelöléssel 1971 SK2) a Naprendszer kisbolygóövében található aszteroida. Tamara Mihajlovna Szmirnova fedezte fel 1971. szeptember 26-án.